# Simfonia núm. 12 (Xostakóvitx)

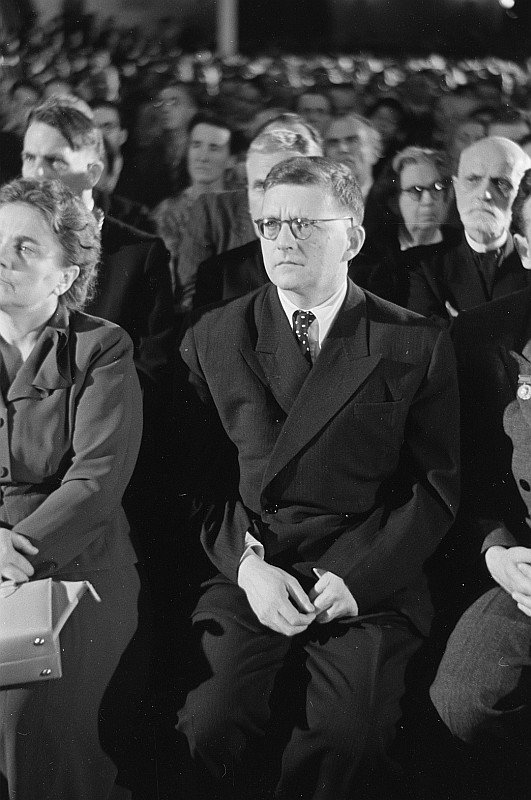
Dmitri Xostakóvitx l'any 1950

La Simfonia núm. 12, op. 112, va ser escrita per Dmitri Xostakóvitx l'any 1961. Porta el subtítol "L'any 1917" i està dedicada en record de Vladímir Ilitx Lenin, per la qual cosa se la coneix com la Simfonia Lenin. L'obra es va estrenar l'1 d'octubre de 1961 per l'Orquestra Filharmònica de Leningrad sota la direcció de Ievgueni Mravinski.

## Història
Xostakóvitx havia anunciat la seva intenció de compondre una simfonia dedicada a Lenin ja des dels anys trenta. L'havia planificat com un drama biogràfic, des de la joventut de Lenin fins a la nova societat russa creada per ell. Per això es va basar en texts d'escriptors com Vladímir Maiakovski. El desembre de 1940, Xostakóvitx va admetre que havia arribat als seus propis límits, i es va declarar incapaç de compondre una cantata basada en els texts de Maiakovski. No obstant això, va mantenir els plans de compondre una simfonia sobre Lenin, que va abandonar al maig, amb la invasió alemanya.
L'estiu de 1959, Xostakóvitx va tornar a esmentar que estava treballant en una obra sobre Lenin, però sense concretar si seria una simfonia, una cantata o un poema simfònic. No obstant això, la data del norantè aniversari del naixement de Lenin (abril del 1960) va passar sense que es tinguessin més notícies de l'obra, fins que la va completar, en forma de simfonia, l'any 1961. Després de l'estrena, l'obra va ser ben rebuda a la Unió Soviètica, però no tant com la seva predecessora, l'Onzena. A occident, després que l'onzena fos entesa per la crítica com una al·lusió a l'aixecament hongarès de 1956, idea en part confirmada pel mateix autor, la Dotzena, aparentment pro-comunista, va tenir una recepció més freda. Després del final de la Guerra Freda, l'audiència occidental es va mostrar més favorable a l'obra, però sempre ha estat considerada com una obra de menor categoria que altres de les simfonies de l'autor.

## Estructura de l'obra
Aquesta simfonia està estructurada en 4 moviments, que s'interpreten sense interrupció. Té una durada de 40 minuts, aproximadament.
El primer moviment, Petrograd (moderato-allegro), utilitza cites de cançons revolucionàries per a reflectir l'ambient previ al que seria després la revolta de la ciutat.
El segon moviment, Razliv (adagio), és un moviment lent, molt expressiu, que conté pinzellades i motius de la simfonia núm. 11 i de la marxa fúnebre per a les víctimes de la Revolució. Aquestes obres representen el quarter general de Lenin, als afores de Petrograd.
El tercer moviment Aurora, fa el paper de scherzo i representa el vaixell Aurora, que va donar inici a la Revolució, quan va bombardejar el Palau d'hivern.
El quart i últim moviment, El despertar de la humanitat (allegro-l'istesso tempo), té un final que representa la vida a la Unió Sovietica després del triomf de la Revolució. La marxa fúnebre abans utilitzada es transforma a un tema alegre que dona lloc a un final apoteòsic.

## Instrumentació
Dues flautes, tres oboès, tres clarinets, tres fagots, tres trompetes, quatre trompes, tres trombons, una tuba, corda, timbals, triangle i caixa.

## Anàlisi
Quant al caràcter podem dir que és una obra programàtica, la simfonia segueix el model de la seva predecessora, la núm. 11. El títol i subtítol declaren el caràcter d'obra commemorativa de la Revolució Russa.
Encara que en les dues simfonies els quatre moviments es toquen sense interrupció, la 12 no repeteix el caràcter de noticiari de la narració de la 11.
Destaca l'ús de motius temàtics dins del desenvolupament simfònic, com les cançons revolucionàries, que si bé compleixen amb l'objectiu programàtic de l'obra, dificulten el desenvolupament simfònic coherent de la música.